# Vicariato apostolico di El Petén
Il vicariato apostolico di El Petén (in latino Vicariatus Apostolicus de El Petén) è una sede della Chiesa cattolica in Guatemala immediatamente soggetta alla Santa Sede. Nel 2022 contava 978.000 battezzati su 994.000 abitanti. È retto dal vescovo Mario Fiandri, S.D.B.

## Territorio
Il vicariato apostolico comprende il dipartimento di Petén, in Guatemala.
Sede del vicariato è la città di Flores, dove si trova la cattedrale di Nostra Signora dei Rimedi e San Paolo Itzá.
Il territorio è suddiviso in 18 parrocchie.

## Storia
L'amministrazione apostolica di El Petén fu eretta il 10 marzo 1951 con la bolla Omnium in catholico di papa Pio XII, ricavandone il territorio dalla diocesi di Verapaz.
Il 3 febbraio 1984 l'amministrazione apostolica è stata elevata a vicariato apostolico con la bolla Cum Administratio Apostolica di papa Giovanni Paolo II.

## Cronotassi dei vescovi
Si omettono i periodi di sede vacante non superiori ai 2 anni o non storicamente accertati.
- Raymundo Julián Martín (Manguan), O.P. † (aprile 1951 - 11 luglio 1956 dimesso)
- Gabriel Viñamata Castelsagué, I.E.M.E. † (11 luglio 1956 - 1964 deceduto)
- Gennaro Artazcor Lizarrage, I.E.M.E. † (4 gennaio 1964 - 1969 deceduto)
- Aguado Arraux, I.E.M.E. † (1969 - 1970 deceduto)
- Luis María Estrada Paetau, O.P. (30 novembre 1970 - 27 ottobre 1977 nominato vicario apostolico di Izabal)
- Jorge Mario Ávila del Águila, C.M. † (3 febbraio 1978 - 29 gennaio 1987 nominato vescovo di Jalapa)
- Rodolfo Francisco Bobadilla Mata, C.M. (15 maggio 1987 - 28 settembre 1996 nominato vescovo di Huehuetenango)
- Óscar Julio Vian Morales, S.D.B. † (30 novembre 1996 - 19 aprile 2007 nominato arcivescovo di Los Altos Quetzaltenango-Totonicapán)
- Mario Fiandri, S.D.B., dal 10 febbraio 2009

## Statistiche
Il vicariato apostolico nel 2022 su una popolazione di 994.000 persone contava 978.000 battezzati, corrispondenti al 98,4% del totale.
| anno | popolazione | popolazione | popolazione | presbiteri | presbiteri | presbiteri | presbiteri                | diaconi | religiosi | religiosi | parrocchie |
| anno | battezzati  | totale      | %           | numero     | secolari   | regolari   | battezzati per presbitero | diaconi | uomini    | donne     | parrocchie |
| ---- | ----------- | ----------- | ----------- | ---------- | ---------- | ---------- | ------------------------- | ------- | --------- | --------- | ---------- |
| 1966 | 25.000      | 26.000      | 96,2        | 10         | 10         |            | 2.500                     |         | 6         | 248       | 10         |
| 1968 | 37.000      | 39.000      | 94,9        | 10         |            | 10         | 3.700                     |         | 12        | 5         | 8          |
| 1976 | 99.000      | 120.000     | 82,5        | 11         |            | 11         | 9.000                     | 1       | 12        |           | 14         |
| 1980 | 132.000     | 176.000     | 75,0        | 7          |            | 7          | 18.857                    | 1       | 9         | 11        | 15         |
| 1990 | 171.000     | 242.000     | 70,7        | 14         | 4          | 10         | 12.214                    |         | 12        | 28        | 15         |
| 1990 | 171.000     | 242.000     | 70,7        | 14         | 4          | 10         | 12.214                    |         | 12        | 28        | 15         |
| 1999 | 447.100     | 526.000     | 85,0        | 17         | 2          | 15         | 26.300                    |         | 17        | 36        | 15         |
| 2000 | 420.000     | 535.000     | 78,5        | 17         | 2          | 15         | 24.705                    |         | 16        | 36        | 15         |
| 2001 | 389.500     | 546.000     | 71,3        | 17         | 5          | 12         | 22.911                    |         | 13        | 36        | 15         |
| 2002 | 490.000     | 575.000     | 85,2        | 20         | 6          | 14         | 24.500                    |         | 16        | 36        | 15         |
| 2003 | 430.000     | 590.000     | 72,9        | 20         | 6          | 14         | 21.500                    |         | 15        | 42        | 15         |
| 2004 | 410.000     | 605.000     | 67,8        | 20         | 6          | 14         | 20.500                    |         | 14        | 40        | 15         |
| 2010 | 560.000     | 753.000     | 74,4        | 29         | 13         | 16         | 19.310                    |         | 17        | 45        | 17         |
| 2014 | 814.000     | 828.000     | 98,3        | 24         | 7          | 17         | 33.916                    |         | 18        | 51        | 18         |
| 2017 | 874.840     | 889.180     | 98,4        | 21         | 8          | 13         | 41.659                    |         | 13        | 53        | 18         |
| 2020 | 936.500     | 952.000     | 98,4        | 21         | 8          | 13         | 44.595                    |         | 13        | 53        | 18         |
| 2022 | 978.000     | 994.000     | 98,4        | 30         | 9          | 21         | 32.600                    |         | 22        | 50        | 18         |